# Waptailmin
Waptailmin (=people of the narrow river), glavna skupina Yakima Indijanaca koji su nekada živjeli na rijeci Yakima, niže od Union Gapa kod današnjeg grada North Yakima u Washingtonu.
Ime im dolazi po tjesnacu na rijeci Yakima gdje se nalazilo njihovo glavno naselje. Drugi naziv za njih navodi se Lower Yakima, a Lewis i Clark nazivali su ih Cutsahnim. 
Njima su bili srodni Upper Yakima ili Pswanwapam (Pshwanwapam) s gornjeg toke Yakime. Bili su ribari i kopači korijenja.